# The Carrie Diaries (serie de televisión)
The Carrie Diaries es una serie de televisión estadounidense transmitida por la cadena The CW, basada en la novela homónima de Candace Bushnell. Se estrenó el 14 de enero de 2013. Es la precuela de la exitosa serie Sex and the City, transmitida en 1998 por HBO. La serie se estrenó en Latinoamérica el 20 de mayo de 2013 por el canal Boomerang solo hasta la primera temporada. Posteriormente Glitz* emitió la serie y en este canal se estrenó la segunda temporada el 6 de mayo de 2014. El 9 de mayo de 2013, The CW renovó The Carrie Diaries para una segunda temporada, que fue estrenada el 25 de octubre de 2013.
El 8 de mayo de 2014, The CW anunció la cancelación de la serie.

## Elenco

### Personajes principales
- AnnaSophia Robb como Carrie Bradshaw.
- Austin Butler como Sebastian Kydd.
- Ellen Wong como Jill "Mouse" Chen.
- Katie Findlay como Maggie Landers.
- Freema Agyeman como Larissa Loughton.
- Stefania Owen como Dorrit Bradshaw.
- Brendan Dooling como Walt Reynolds.
- Chloe Bridges como Donna LaDonna.
- Matt Letscher como Tom Bradshaw.
- Lindsey Gort como Samantha Jones.[3]

### Personajes recurrentes
- Josh Salatin como Simon Byrnes.
- Jake Robinson como Bennet Wilcox.
- Scott Cohen como Harlan Silver.
- Nadia Dajani como Deb.
- R.J. Brown como Thomas West.
- Kyle Harris como Seth.
- Alexandra Miller como Jen.
- Evan Crooks como Miller.
- Chris Wood como Adam Weaver.

## Episodios
| Temporada | Temporada | Episodios | Emisión original      | Emisión original    |
| Temporada | Temporada | Episodios | Inicio                | Final               |
| --------- | --------- | --------- | --------------------- | ------------------- |
|           | 1         | 13        | 14 de enero de 2013   | 8 de abril de 2013  |
|           | 2         | 13        | 25 de octubre de 2013 | 31 de enero de 2014 |

## Producción
En septiembre de 2011, se hizo el anuncio oficial de que The CW Network estaba dando marcha con una serie precuela de Sex and the City y basada en el libro The Carrie Diaries; el proyecto estaba siendo realizado por los productores de la serie Gossip Girl, Josh Schwartz y Stephanie Savage. También participa Amy Harris elaborando la adaptación del libro.
En enero de 2012, The CW Network ordenó realizar un piloto de The Carrie Diaries. en enero de 2013 se dio a conocer que, AnnaSophia Robb interpretaría a la joven Carrie Bradshaw, mientras que Stefania LaVie Owen sería la joven y rebelde hermana de Carrie.
En marzo de 2012, la revista online Deadline.com, reportó que Austin Butler había realizado el casting para el personaje de Sebastian Kydd, quedándose con el papel; también hicieron casting Freema Agyeman, quien interpretará a Larissa (editora y mentora de Carrie) y Brendan Dooling, quien será Walt Reynolds, el amigo gay de la protagonista. También se anunció que el actor Matt Letscher, audicionó para el papel del papá de Carrie y la actriz Chloe Bridges para el personaje de Donna LaDonna.
La serie fue estrenada el 14 de enero del 2013 en Estados Unidos por The CW.

## Doblaje
| Personaje        | Actor           | Actor de doblaje |
| ---------------- | --------------- | ---------------- |
| Carrie Bradshaw  | AnnaSophia Robb | Jessica Ángeles  |
| Sebastian Kydd   | Austin Butler   | Arturo Castañeda |
| Jill Chen        | Ellen Wong      | Cecilia Gómez    |
| Maggie Landers   | Katie Findlay   | Mariana Ortiz    |
| Walt Reynolds    | Brendan Dooling | Arturo Cataño    |
| Dorrit Bradshaw  | Stefania Owen   | Jocelyn Robles   |
| Donna LaDonna    | Chloe Bridges   | Angélica Villa   |
| Larissa Loughlin | Freema Agyeman  | Liliana Barba    |
| Tom Bradshaw     | Matt Letscher   | Raúl Anaya       |
| Bennet Wilcox    | Jake Robinson   | Javier Olguín    |

Doblaje latinoamericano
- Estudio de doblaje: Sebastians (El foro) México
- Director de doblaje: Liliana Barba

## Emisión internacional
| País          | Canal                      | Inicio de transmisión |
| ------------- | -------------------------- | --------------------- |
| Australia     | FOX8                       | 15 de enero de 2013   |
| Canadá        | City tv                    | 14 de enero de 2013   |
| Latinoamérica | Boomerang                  | 20 de mayo de 2013    |
| Latinoamérica | Glitz*                     | 27 de agosto de 2013  |
| México        | XEFB-TV Televisa Monterrey | Noviembre de 2013     |